# Мотор Ойл (Еллас)
Мотор Ойл (Еллас), Коринфський нафтопереробний завод (грец. Μότορ Όιλ (Ελλάς) Διυλιστήρια Κορίνθου Α.Ε. , англ. Motor Oil (Hellas), Corinth Refineries S.A.) — найбільша нафтогазова компанія в Греції, яка переробляє та торгує нафтою. Є лідером галузі у Південній Європі та Середземномор'ї.

## Потужності

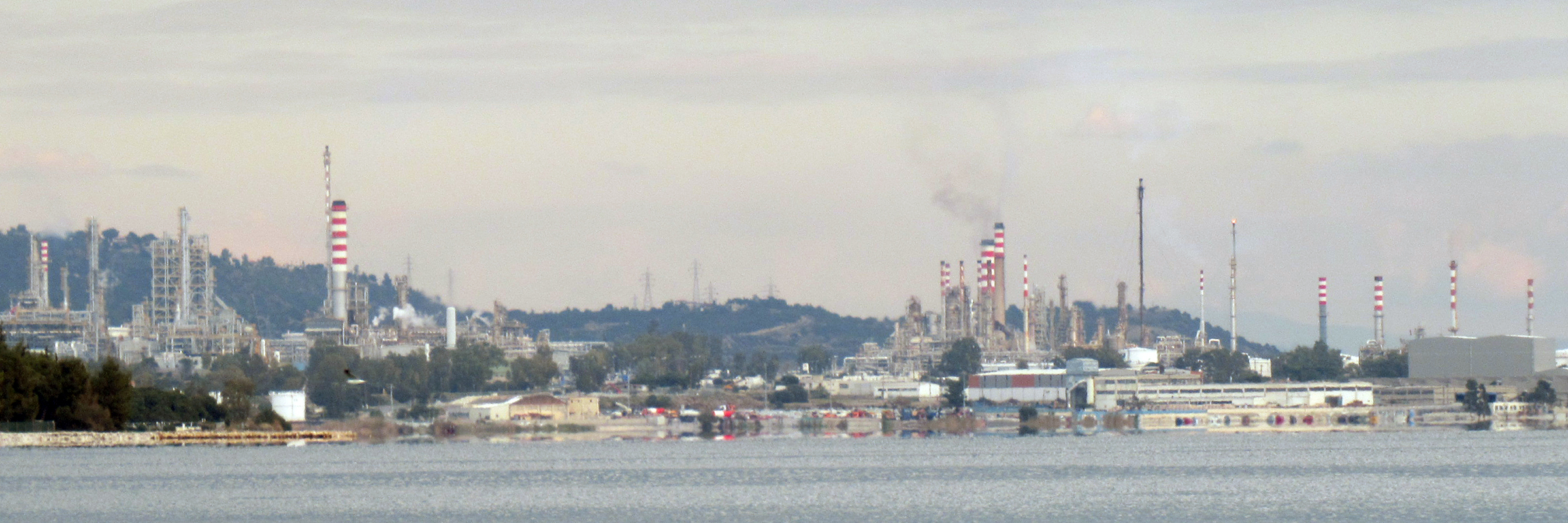
Коринтський НПЗ

Компанія експлуатує другий за величиною в Европі Коринтський нафтопереробний завод, що базується в Аї-Теодорі, ном Коринтія, Греція; і в Єгипті на Каїрській базі розвідки та видобутку нафти та газу. Вона також володіє мережею із понад 2000 автозаправних станцій «Avin», «Shell» і «Cyclon» в Греції, а також безліччю інших підприємств, пов'язаних з газом та енергетикою.

## Дочірні підприємства
Компанія Motor Oil Hellas має численні дочірні підприємства, такі як Avin Oil SA, Coral Gas, Coral Gas AEBEY, OFC Aviation Fuel Services SA, Korinthos Power SA, Cyclon Hellas SA, Shell & MOH Avia Fuels A.E., Компанія трубопроводу афінського аеропорту та торговий дім.

## Власники
Мажоритарний акціонер Мотор Ойл — Motor Oil Holdings S.A. (47,4 %) — холдингова компанія, яка належить відомій грецькій родині Вардіногіаніс. Решта її акцій доступна широкому загалу на Афінській фондовій біржі та Лондонській фондовій біржі.

## Примірки
1. ↑  Global LEI index
2. ↑  https://www.londonstockexchange.com/market-stock/0MQT/motor-oil-hellas-corinth-refineries/trade-recap
3. ↑  List of Public Companies Worldwide, Letter - Businessweek - Businessweek. Bloomberg.com. Архів оригіналу за 30 липня 2020. Процитовано 31 грудня 2015.
4. ↑  MOH.GR Company Profile & Executives - Motor Oil Hellas Corinth Refineries S.A. - Wall Street Journal. Quotes.wsj.com. 31 грудня 2014. Архів оригіналу за 18 серпня 2018. Процитовано 31 грудня 2015.
5. 1 2 3  Motor Oil: Στα 315,1 εκατ. τα κέρδη του 2017 – Αύξηση εσόδων και κερδών - NEWS - Fortunegreece.com. 13 березня 2018. Архів оригіналу за 16 липня 2018. Процитовано 1 серпня 2018.
6. ↑  Motor Oil: Σημαντική αύξηση κερδών το 2017. Архів оригіналу за 2 серпня 2018. Процитовано 1 серпня 2018.
7. ↑  Архівована копія. Архів оригіналу за 14 квітня 2019. Процитовано 7 травня 2020.{{cite web}}:  Обслуговування CS1: Сторінки з текстом «archived copy» як значення параметру title (посилання)
8. ↑  MOH:Athens Stock Quote - Motor Oil Hellas Corinth Refineries SA. Bloomberg.com. Архів оригіналу за 2 серпня 2018. Процитовано 1 серпня 2018.
9. ↑  Архівована копія. Архів оригіналу за 14 листопада 2016. Процитовано 7 травня 2020.{{cite web}}:  Обслуговування CS1: Сторінки з текстом «archived copy» як значення параметру title (посилання)